# Linaria shahroudensis
Linaria shahroudensis är en grobladsväxtart som beskrevs av Hamdi och Assadi. Linaria shahroudensis ingår i släktet sporrar, och familjen grobladsväxter. Inga underarter finns listade i Catalogue of Life.